# Vĩ tuyến 38 Bắc
Vĩ tuyến 38 Bắc là đường vĩ tuyến nằm ở độ số 38 trên bán cầu bắc. Vĩ tuyến này có ý nghĩa đặc biệt quan trọng trong lịch sử của bán đảo Triều Tiên.
Tính từ kinh độ gốc tiến về phía đông, vĩ tuyến 38 đi qua:
- Địa Trung Hải
- Ý (lãnh thổ chính và đảo Sicilia)
- Biển Ionian
- Hy Lạp
- Biển Aegea
- Thổ Nhĩ Kỳ
- Iran
- Biển Caspi
- Turkmenistan
- Uzbekistan
- Tajikistan
- Afghanistan
- Cộng hòa Nhân dân Trung Hoa
- Hoàng Hải
- Cộng hòa Dân chủ Nhân dân Triều Tiên
- Đại Hàn Dân Quốc
- Biển Nhật Bản
- Nhật Bản (đảo Honshū)
- Thái Bình Dương
- Hoa Kỳ
- Đại Tây Dương
- Bồ Đào Nha
- Tây Ban Nha.

## Bán đảo Triều Tiên
Vĩ tuyến 38 lần đầu tiên được đề xuất là đường chia cắt bán đảo Triều Tiên vào năm 1902. Đế quốc Nga khi đó muốn đặt Triều Tiên dưới sự quản lý của mình, nhưng Đế quốc Nhật Bản lại được Đế quốc Anh thừa nhận những quyền lợi của họ ở đây. Trong một nỗ lực nhằm tránh xung đột quân sự, Nhật Bản đề nghị lấy vĩ tuyến 38 làm đường ranh giới ảnh hưởng giữa hai đế quốc. Tuy nhiên, không hề có một thỏa thuận chính thức nào được ký kết và Nhật Bản sau đó kiểm soát toàn bộ bán đảo Triều Tiên.
Sau khi Nhật Bản đầu hàng Đồng Minh năm 1945, vĩ tuyến này được xác định là ranh giới ngăn cách vùng kiểm soát của Liên Xô ở phía bắc với vùng kiểm soát của Hoa Kỳ ở phía nam theo đề xuất của nhà ngoại giao Dean Rusk và tướng Charles Bonesteel (đều của Hoa Kỳ). Đường vĩ tuyến này chia bán đảo Triều Tiên thành hai nửa khá đều nhau. Đến năm 1948, đường phân cách này trở thành biên giới giữa hai quốc gia mới được thành lập trên bán đảo Triều Tiên là Cộng hòa Dân chủ Nhân dân Triều Tiên và Đại Hàn Dân Quốc. Sau cuộc Chiến tranh Triều Tiên (1950-1953), đường biên giới mới được ấn định là vùng phi quân sự cắt chéo qua vĩ tuyến 38 theo hướng đông-bắc tây-nam.